# ブルー・アイド・ソウル
ブルー・アイド・ソウル（Blue-Eyed Soul）とは、ポピュラー音楽のジャンルのひとつで、元来は黒人のものであったR&Bやソウルミュージックを白人が取り入れ形成した白人の音楽を指す。1960年代前半頃から使用されるようになった音楽用語である。ホワイト・ソウル（White Soul）や、ホワイト・リズム&ブルースなどの呼び方もある。

## 概要
黒人の演奏に憧れて白人がソウルミュージックをパフォーマンスするブルー・アイド・ソウルに対しては、本物のソウル、R&Bと比較して軽視したり批判する意見も見られた。だが、後年このジャンルに分類されるアーティストの一部は、音楽評論家や音楽ファンから正当に評価されるようになった。1960年代の前半にライチャス・ブラザーズに対して「ブルー・アイド・ソウル」という音楽用語が使用され、その後、ラジオでオンエアされる白人リズム&ブルース・ミュージシャンに対しても、この用語が使われるようになった。

## 歴史：1960年 - 1980年代
1960年代に、アメリカにライチャス・ブラザーズ、ヤング・ラスカルズ、イギリスにスペンサー・デイヴィス・グループ、ヴァン・モリソンとゼムらが登場し、彼らの音楽はブルー・アイド・ソウルと呼ばれるようになった。1970年代前半には、ストーリーズ「ブラザー・ルイ」、スカイラーク「ワイルド・フラワー」、レッドボーン「カム・アンド・ゲット・ユア・ラブ」など、ブルー・アイド・ソウルの名曲、佳曲が生まれた。さらに1970年代後半には、ホール&オーツ、ボズ・スキャッグスらが、ブルー・アイド・ソウルのヒットを放った。また1980年代のブルーアイド・ソウル・ジュージシャンには、カルチャー・クラブデキシーズ・ミッドナイト・ランナーズらがいた。

## 主な作曲家・プロデューサー
- リーバーとストーラー[9]
- デニス・ランバート&ブライアン・ポッター
- ダン・ペン&スプーナー・オールダム
- チップス・モーマン
- ジェリー・ラゴヴォイ
- バート・バーンズ（英語版）

## 代表的なアーティスト
| - アデル - アトランタ・リズム・セクション - アニー・レノックス - アニマルズ（エリック・バードンが在籍） - アヴェレイジ・ホワイト・バンド - アリソン・モイエ - アレックス・チルトン（ボックス・トップス在籍） - アンブロージア - イヴォンヌ・エリマン - ヴァン・モリソン（ゼム在籍） - ウォーカー・ブラザーズ（スコット・ウォーカー在籍） - カルチャー・クラブ / ボーイ・ジョージ - クイックシルヴァー・メッセンジャー・サーヴィス（ディノ・ヴァレンテが在籍） - クライマックス・ブルース・バンド - グラス・ルーツ - クリス・ファーロウ - KC&ザ・サンシャイン・バンド - ジャニス・ジョプリン - ジョス・ストーン - シンプリー・レッド | - スカイラーク - スコット・ウォーカー（ウォーカー・ブラザーズ在籍） - ストーリーズ - スタイル・カウンシル - スティーヴ・ウィンウッド - スティーリー・ダン - スペンサー・デイヴィス・グループ - スリー・ドッグ・ナイト - ゼム（ヴァン・モリソン在籍時代） - ソウル・サヴァイヴァーズ - ソフト・セル - ダン・ハートマン - デキシーズ・ミッドナイト・ランナーズ - ティーナ・マリー - ディノ・ヴァレンテ - ドクター・フック - ハミルトン・ジョー・フランク&レイノルズ | - ピーター・ブラウン - ファイン・ヤング・カニバルズ - フランキー・ミラー - フランキー・ヴァリ（「グリース」、1978年） - プレイヤー - フレイミング・エンバー - プロコル・ハルム - ベニー・マードーンズ - ホール&オーツ - ボックス・トップス - ボズ・スキャッグス - ボビー・コールドウェル - マーク・ロンソン - ミッチ・ライダー - ライチャス・ブラザーズ - ラスカルズ（またはヤング・ラスカルズ） - リサ・スタンスフィールド - レア・アース - レッドボーン - ロイ・ヘッド&ザ・トレイツ - ロッド・テンパートン - ワイルド・チェリー |

## 関連人物/関連グループ
ブルーアイド・ソウルとは言えないが、該当する曲を持っている音楽家。
- アンディ・ギブ
- エルトン・ジョン
- スティーヴ・ミラー・バンド
- デヴィッド・ボウイ
- ビージーズ
- ローリング・ストーンズ